# Саньша
Саньша́ (кит. упр. 三沙, пиньинь Sānshā) — городской округ в составе китайской провинции Хайнань. Объединяет под своей юрисдикцией ряд островов в Южно-Китайском море, которые Китай считает своими.

## География
Саньша — самый южный город Китая.

## История
После Синьхайской революции разместившееся в провинции Гуандун революционное правительство уже в 1912 году объявило расположенные в Южно-Китайском море острова частью уезда Ясянь. В 1939 году острова были оккупированы японцами, которые в административном плане включили их в состав тайваньской префектуры Такао (高雄州). После капитуляции Японии в 1945 году гоминьдановские власти включили эти острова в состав Хайнаньского особого административного района (海南特别行政区).
Весной 1950 года войска КНР заняли остров Хайнань, и был образован Административный район Хайнань (海南行政区) провинции Гуандун. В 1958 году КНР предъявила претензии на острова в Южно-Китайском море, и постановлениями Госсовета КНР от 1 и 24 марта 1959 года была создана «Администрация архипелага Сиша, архипелага Наньша и архипелага Чжунша» (西沙群岛、南沙群岛、中沙群岛办事处) Административного района Хайнань; административные структуры разместились в Хайкоу.
13 апреля 1988 года Административный район Хайнань был преобразован в отдельную провинцию Хайнань. 
Постановлением Госсовета КНР от 24 июля 2012 года «Администрация архипелага Сиша, архипелага Наньша и архипелага Чжунша» была преобразована в городской округ Саньша; власти нового городского округа разместились на острове Юнсин..
Постановлением Госсовета КНР от 18 апреля 2020 года в городском округе Саньша были образованы районы городского подчинения Сиша и Наньша.

## Административное деление

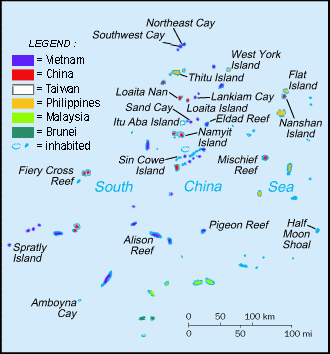
Карта военных оккупаций островов Спратли (в Китае архипелаг известен под названием Наньша)

Городской округ Саньша делится на 2 района городского подчинения: Сиша (Xisha District, 西沙区) и Наньша (Nansha District, 南沙区).

## Экономика

### Туризм
В Саньша активно развивается круизный туризм. В 2023 году на архипелаг Сиша было совершено 400 круизов, что на 277,8 % больше, чем в 2022 году, а количество китайских туристов составило 149 400 человек с приростом на 405,33 %.

### Инфраструктура
В городском округе расположен аэропорт, два рыболовецких порта и спасательный центр, остальная инфраструктура активно создается. По состоянию на август 2012 началось строительство объектов по очистке сточных вод и утилизации мусора.